# خصائص امیرالمؤمنین علی بن أبی طالب
خصائص امیرالمؤمنین علی بن أبی طالب کتابی است نوشته حافظ نسایی محدث سنی مذهب و ایرانی الاصل پیرامون علی.
در این کتاب ۱۹۴ حدیث در ۶۳ فصل تدوین شده‌است که پیرامون «فضائل» وی، همسرش فاطمه و فرزندان وی و اصحابش می‌باشد.